# 法制執務
法制執務（ほうせいしつむ）とは、一般には法令の立案及び審査に関する事務を指し、広義では法令の立案、審査、解釈及び調査等の事務全般を指す。

## 概要
法制執務の語は、法制度などを意味する「法制」と事務を執ることを意味する「執務」との複合語であり、文字通りには法律及び法制度に関する事務を行うことを意味するが、実務上は公務員が法令等の案文を起草する事務のことであり、法令の体系を踏まえ、適切な立法技術により、適切な用字・用語、言い回し、体裁（配字という）を用いて表現することが求められる。
法制執務における適切さのあり方は、時代によって変化していくものである。例えば明治時代の法律においては、口語体ではなく文語体を用いることが適切とされたが、現代では口語体を用いることを旨とする。現在進行形で変化していっているものとしては、一部改正法令における、「次のよう改正」から「新旧対照表改正」への変遷などもその一例である。詳細は後述。

## 凡例
日本においては、法律、政令、府省令及び地方公共団体における条例などに関する起草が、これにあたる。

### 国
法律案並びに政令、府省令その他の起案を行う。
内閣提出の法律案については、行政機関の企画部局および内閣法制局、議員提出法案（議員立法）については、議院法制局（議員提出法案の場合）が担当する。政令については行政機関の企画部局および内閣法制局が担当する。

### 地方公共団体
地方公共団体においては、執行機関（行政機関）が提出する条例案、議員が提出する条例案、執行機関が制定する規則などがこれにあたる。

## 法令の構造
法制執務を行うには、まず、法令の構造を踏まえておく必要がある。これについては、日本の法令の基本形式を参照されたい。